# Matella del Serrat Blanc
La Matella del Serrat Blanc, és un indret del terme municipal de Conca de Dalt, al Pallars Jussà, a l'antic terme d'Hortoneda de la Conca.
Està situada al sud-oest de la Serra de Boumort, al vessant meridional, a prop del límit amb el terme d'Abella de la Conca.